# Tetragastris varians
Tetragastris varians är en tvåhjärtbladig växtart som beskrevs av Elbert Luther Little. Tetragastris varians ingår i släktet Tetragastris och familjen Burseraceae. Inga underarter finns listade i Catalogue of Life.